# 霍赫維爾德施泰勒山

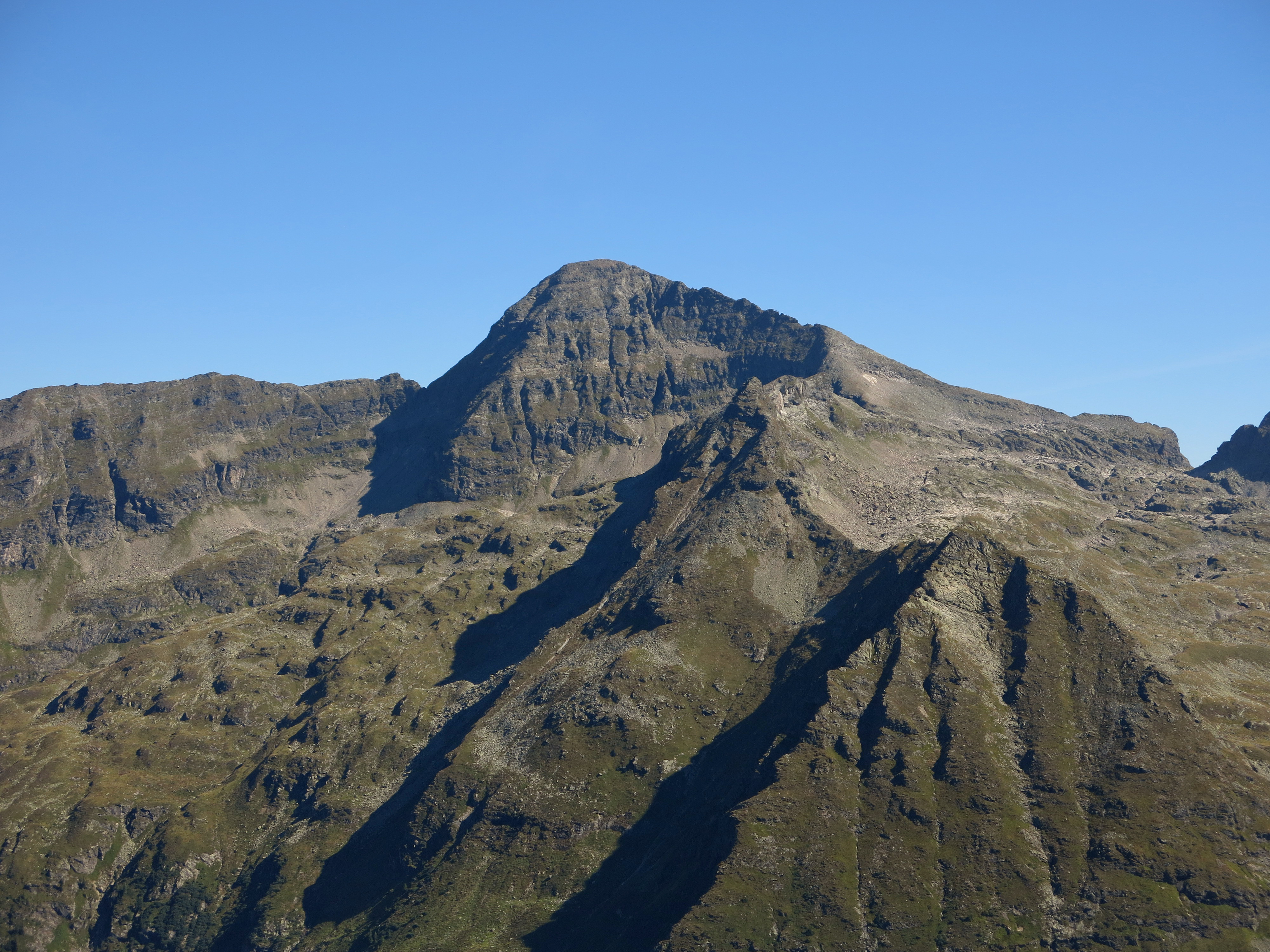

47°20′06″N 13°49′50″E / 47.334917°N 13.830472°E
霍赫維爾德施泰勒山（德語：Hochwildstelle），是奧地利的山峰，位於該國東南部，由施泰爾馬克州負責管轄，屬於施拉德明陶恩山脈的一部分，海拔高度2,747米，每年平均降雨量2,029毫米。